# كولين ديني
كولين ديني (بالإنجليزية: Colleen Denney)‏ هي مؤرخة الفن أمريكية، ولدت في 1959.